# Virginio Rognoni

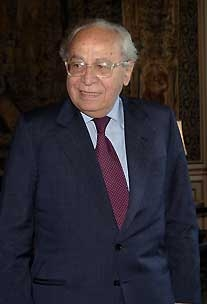
Virginio Rognoni (2006)

Virginio Rognoni (* 5. August 1924 in Corsico, Provinz Mailand; † 20. September 2022 in Pavia) war ein italienischer Rechtsanwalt und Politiker der Democrazia Cristiana (DC), der 26 Jahre lang den Wahlkreis Mailand als Mitglied der Camera dei deputati vertreten hat und sowohl Innen- als auch Justiz- und Verteidigungsminister Italiens war.

## Leben

### Rechtsanwalt, Kommunalpolitiker und Abgeordneter
Nach dem Besuch des Humanistischen Gymnasiums (Liceo Classico) Ugo Foscolo in Pavia, studierte er zunächst Geschichte am dortigen Collegio Ghislieri und engagierte sich während des Zweiten Weltkrieges in der Resistenza, dem antifaschistischen Widerstand in Italien. Nach Kriegsende begann er im November 1947 ein Studium der Rechtswissenschaften an der Universität Pavia und nahm nach einem Gaststudium von 1949 bis 1950 an der Yale University eine Tätigkeit als Rechtsanwalt auf.
1960 begann er seine politische Laufbahn in der Kommunalpolitik, als er als Vertreter der Democrazia Cristiana zum Mitglied des Stadtrates von Pavia gewählt wurde und diesem bis 1964 angehörte. Anschließend war er zwischen 1964 und 1967 Vize-Bürgermeister sowie Dezernent (Assessore) für die Stadtplanung Pavias.
Am 30. Mai 1968 wurde er für die DC erstmals zum Mitglied in die Abgeordnetenkammer, die Camera dei deputati gewählt, und vertrat in dieser bis 1994 26 Jahre lang den Wahlkreis Mailand. Während seiner langjährigen Parlamentszugehörigkeit gehörte er zunächst verschiedenen Parlamentsausschüssen an, ehe er von Juli 1976 bis Juli 1978 einer der Vizepräsidenten der Abgeordnetenkammer war.

### Minister und Vizepräsident des CSM
Am 13. Juni 1978 wurde er von Ministerpräsident Giulio Andreotti zum Innenminister (Ministro dell’Interno) in dessen viertes Kabinett berufen. Diese Funktion behielt er auch im fünften Kabinett Andreottis sowie in den darauf folgenden Regierungen der Ministerpräsidenten Francesco Cossiga, Arnaldo Forlani, Giovanni Spadolini und Amintore Fanfani bis zum 4. August 1983. In seine Amtszeit fiel 1980 die Entführung der Töchter und eines Neffen des deutschen Journalisten Dieter Kronzucker in der Toskana. Außerdem kam es in dieser Zeit am 30. April 1982 zum tödlichen Attentat auf den Abgeordneten und Sekretär der Kommunistischen Partei Italiens (PCI) in der Autonomen Region Sizilien, Pio La Torre, sowie am 3. September 1982 zur Ermordung von Carlo Alberto Dalla Chiesa, einem General der Carabinieri, der für seinen Einsatz gegen den Terrorismus bekannt war.
Nach seinem Ausscheiden aus der Regierung war er zwischen Juli 1983 und August 1986 Vorsitzender der Fraktion der DC in der Abgeordnetenkammer, ehe er anschließend von Ministerpräsident Bettino Craxi am 1. August 1986 zum Justizminister (Ministro della Giustizia) in dessen zweites Kabinett berufen wurde. Dieses Amt bekleidete er auch in der anschließenden sechsten Regierung Fanfani bis zum 28. Juli 1987.
Nachdem er zwischen Juli 1988 und Juli 1990 Vorsitzender des Justizausschusses der Abgeordnetenkammer war, wurde er am 27. Juli 1990 von Ministerpräsident Andreotti in dessen sechster Regierung zum Verteidigungsminister (Ministro della Difesa) ernannt und behielt dieses Amt auch in der siebten Regierung Andreottis bis zum 28. Juni 1992. Während dieser Zeit war er kraft Amtes auch Kanzler und Schatzmeister des Militärischen Ordens (Ordine militare d’Italia).
Nach der Auflösung der DC wurde er im Januar 1994 Mitglied der Partito Popolare Italiano (PPI) und schied am 14. April 1994 aus der Abgeordnetenkammer aus.
Zuletzt war Rognoni zwischen 2002 und 2006 Vizepräsident des Consiglio Superiore della Magistratura, des Selbstverwaltungsorgans der italienischen Richter und Staatsanwälte, die in der ordentlichen Gerichtsbarkeit tätig sind.
Er starb in der Nacht zum 20. September 2022 im Alter von 98 Jahren in Pavia.